# Steinanker von Plymouth

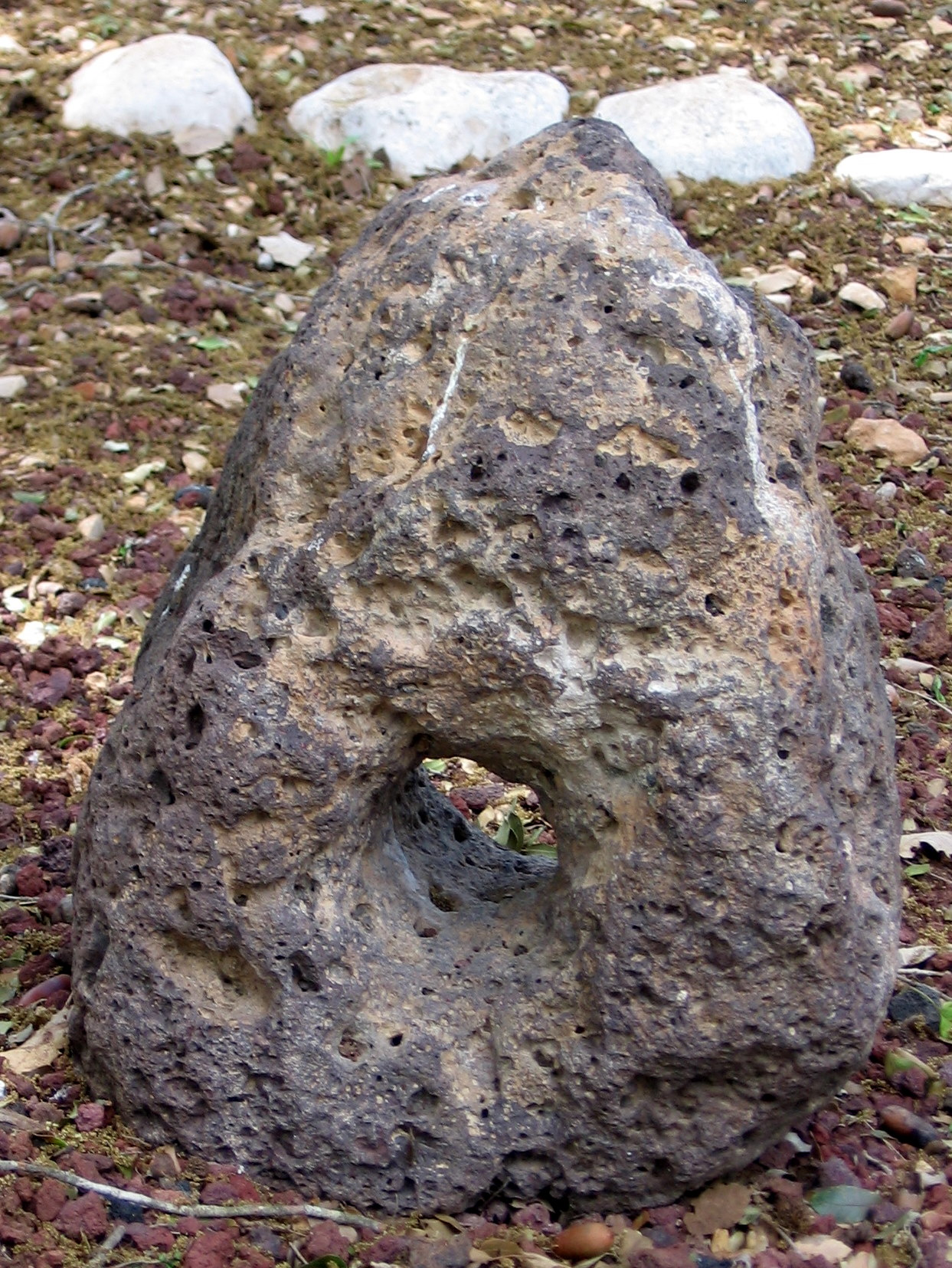
Einloch-Steinanker

Der Dreiloch-Steinanker von Plymouth ist ein stein- oder bronzezeitlicher Anker (auch Killick genannt), der im Meer südlich von Plymouth Breakwater in England gefunden wurde. Diese Art von Ankern wurde von Honor Frost (1917–2010) als byzantinisch-arabisch bezeichnet. Sie wurden insbesondere im östlichen Mittelmeer und im Schwarzen Meer gefunden, wo sie apollonische Anker genannt werden.
Das Loch an der Oberseite wurde verwendet, um ein Tau zu befestigen, während das Lochpaar in der Nähe der Basis zur Aufnahme von Holzpflöcken bestimmt war, die sich im Meeresboden eingruben und Halt boten. Die Form des Steins deutet darauf hin, dass er nur grob geformt wurde, da die Seiten gerader und gleichmäßiger sind als die Ober- oder Unterseite. Der Anker ist ungewöhnlich, weil das obere Loch grob durch den dünneren Bereich im Gestein geschnitten wurde, während die beiden unteren Löcher rund sind und ordentlich gebohrt zu sein scheinen.
Ein anderer Steinanker wurde 1988 im seichten Wasser zwischen Penlee Point und Rame Head gefunden. Der Anker ist an der Oberseite (25 mm) dünner und an der Basis (45 mm) dicker und hat drei Löcher, die Durchmesser von etwa 25 mm aufweisen. Als Material wurde Chloritschiefer identifiziert.